# غو هوا
غو هوا (بالصينية: 古华) هو كاتب صيني، ولد في 20 يونيو 1942 في Jiahe County ‏ في الصين.